# Місіонерство

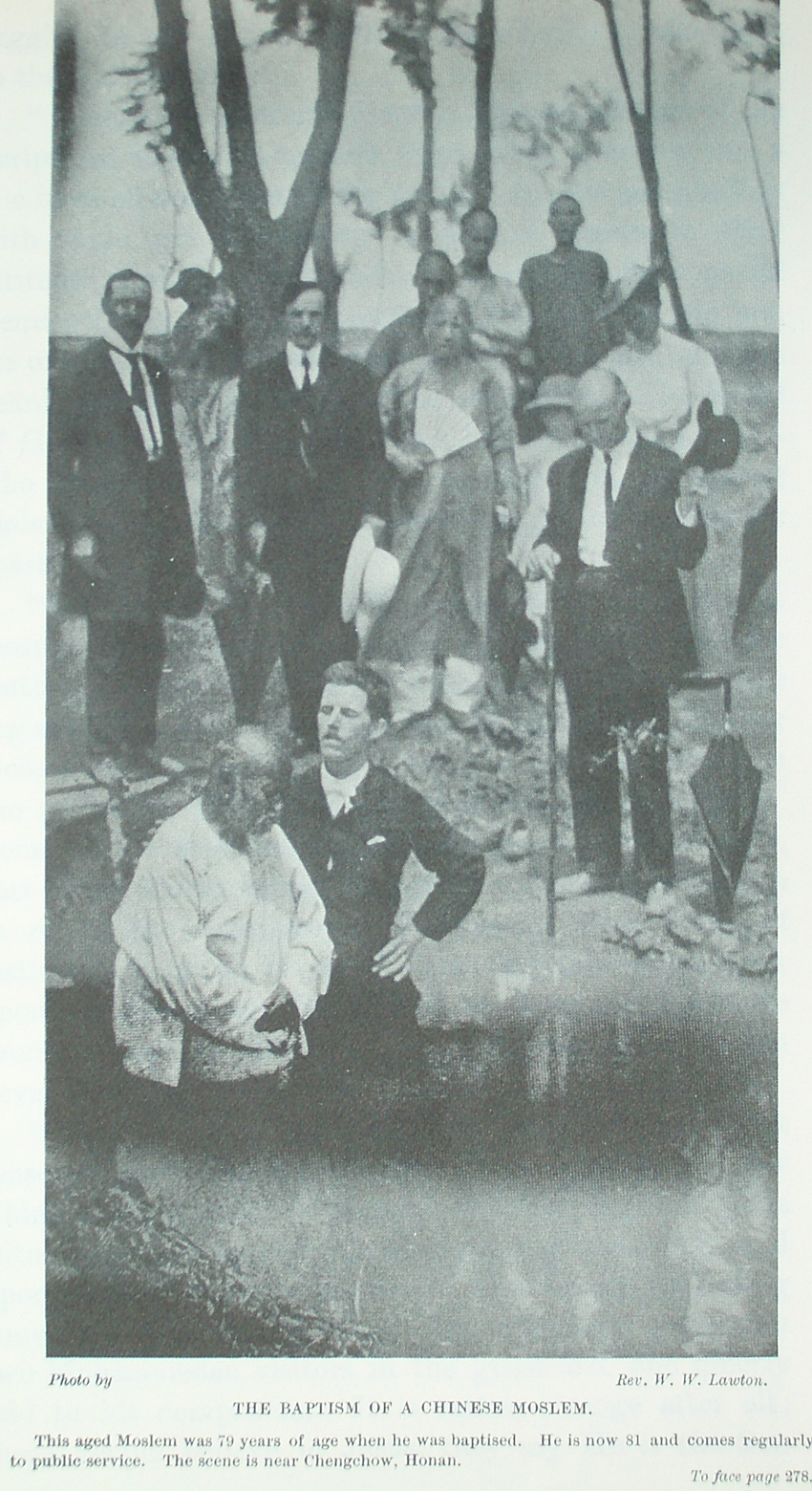
Хрещення 79-річного китайського дунганина християнськими місіонерами поблизу м. Чженчжоу, пров. Хенань. Не пізніше 1908

Місіоне́рство (від лат. missio — «доручення», «надсилання») — діяльність релігійних організацій та їхніх членів, що офіційно спрямована на навернення іновірців до свого віровчення.

## Генеза
Першими розгорнули місіонерську діяльність буддисти (III століття до н. е.); вона стала характерним для християнства та ісламу. Насадження католицизму було ідеологічим прикриттям німецького феодально-колонізаторського наступу на Схід: місіонери брали участь у хрестових походах, сприяючи здійсненню політичних і торговельних цілей західно-європейських феодалів. У XV століття—XIX ст. місіонерство, у тому числі протестантське, допомагало колонізаторам загарбувати й «освоювати» нові землі. У період краху колоніальної системи місіонерство стало активним провідником політики неоколоніалізму.

## Новітня доба
У зв'язку із зростанням у сучасних країнах атеїзму, католицька і протестантська церкви почали створювати установи для «внутрішньої місії» — повернення в лоно церкви християн, що відійшли від неї.